# Bouilly (Marna)
Bouilly è un comune francese di 166 abitanti situato nel dipartimento della Marna nella regione del Grand Est.

## Società

### Evoluzione demografica
Abitanti censiti